# Mike Tindall
Michael James Tindall (Otley, 18 de octubre de 1978) es un exjugador británico de rugby que jugaba como centro y capitaneó al XV de la Rosa. Está casado con Zara Phillips, nieta mayor de la reina Isabel II,  con la que tiene tres hijos, Mia Grace, Lena Elizabeth y Lucas Tindall

## Biografía
Nació en el Hospital Wharfedale, en Otley, West Yorkshire, y fue educado en la institución privada Queen Elizabeth Grammar School, en Wakefield.
El 21 de diciembre de 2010, se anunció su compromiso con Zara Phillips, hija de Ana del Reino Unido y su primer marido, el capitán Mark Phillips. La boda se celebró el 30 de julio de 2011 en la Iglesia de Canongate Kirk, en Edimburgo, con la asistencia de todos los miembros de la familia real.
Zara dio a luz a su primera hija, Mia Grace Tindall, el 17 de enero de 2014 en el Gloucestershire Royal Hospital. El 18 de junio de 2018 nació la segunda hija del matrimonio, Lena Elizabeth Tindall, en la Unidad de Maternidad del Stroud General Hospital. En julio de 2018, la pareja dio a conocer en una entrevista que Zara había tenido dos abortos espontáneos en total antes de tener a su segunda hija. En diciembre de 2020 los Tindall anunciaron que se encontraban esperando su tercer hijo. Su tercer hijo, un niño llamado Lucas Philip, nació el 21 de marzo de 2021.
Tras romperse la nariz hasta ocho veces a lo largo de su carrera, finalmente Mike fue operado para rectificarla en 2018, pues venía padeciendo problemas respiratorios.

## Carrera

### Bath
Tindall se unió al Bath Rugby directamente desde  la escuela, a los 18 años de edad, en 1997. En ese momento, la pareja principal que jugaba como centro en el Bath eran Jeremy Guscott y Phil de Glanville. Pero después de la Copa del Mundo de Rugby de 1999, Tindall jugó regularmente en el club y el nivel de los países, haciendo su debut contra Irlanda en Twickenham Stadium en 2000 junto a Mike Catt.
Pese a las críticas en los últimos años, en particular de Will Carling y el exjugador del Bath Stuart Barnes, Tindall jugó con la camiseta número 12 y jugó en el centro exterior, con Greenwood en el número 13. Los números de las camisetas a menudo confundían a la gente, haciéndoles creer que jugaban al revés, pero era principalmente por razones supersticiosas. 
Tindall se perdió la liga de las Seis Naciones en 2005 por una lesión en el pie y, posteriormente, no pudo recuperar su estado de forma física para la gira de los Leones Británicos e Irlandeses en Nueva Zelanda. 
Al contrato de Tindall le llegó el momento de la renovación, pero Bath tenía una política de tope salarial estricta, y después de sus ocho años de asociación con Bath y se unió a sus rivales, el Gloucester Rugby en un contrato de tres años por valor de £ 150.000.

### Gloucester Rugby
Después de regresar de una lesión en el otoño de 2005, Tindall recuperó su lugar en la selección de Inglaterra, pero esta vez en el número 12. Tindall es a menudo apodado "The Fridge", debido a su considerable peso.

### Mike Tindall con la Copa Webb Ellis
Durante su recuperación de otra lesión en 2005, Tindall entró en el prestigioso torneo Poker Open Británico, terminando en el tercer lugar, antes de ser eliminado por John Gale. El 18 de noviembre de 2006 Tindall hizo su primera Guinness Premiership al inicio de la temporada. Preocupado por una lesión en la pantorrilla hasta el momento en la temporada 2006/2007, había hecho sólo dos apariciones como sustituto.
En abril de 2007 jugando como visitante contra Newcastle Falcons en la Guinness Premiership, Tindall se rompió la pierna en una entrada sobre Toby Flood y esto lo obligó a perderse el resto de la temporada, incluyendo la final Guinness Premiership. Esto también impidió su selección para la Copa Mundial de Rugby 2007. 
En octubre de 2007, tras recuperarse de una lesión, Tindall volvió al número 11 en el Gloucester Rugby, contra Worcester Warriors Rugby en casa, en la Guinness Premiership. Tindall tuvo una reaparición apoteósica, anotando un intento para deleite de los asistentes. Desde entonces, ha jugado la mayor parte de los juegos del Gloucester Rugby, consiguiendo varios puntos incluyendo uno contra el Ulster Rugby en la Copa Heineken, donde contribuyó a que el Gloucester aportara al Rugby un nuevo récord en la historia del torneo, el mejor momento para anotar cuatro intentos y recoger el punto de bonificación.
En febrero de 2008 Tindall fue designado en el pelotón de Inglaterra el entrenador Brian Ashton para el próximo Campeonato de las Seis Naciones, por lo que dirigió a Inglaterra en el centro en un partido contra Gales en Twickenham, el 2 de febrero de 2008. Durante el partido contra Gales, fue pateado accidentalmente en el pecho por el extremo Mark Jones y tuvo que salir en camilla. Él fue descartado del torneo por una hemorragia interna y perforación del hígado. 
Tindall declaró en una conferencia de prensa que se sentía feliz de estar vivo después de su terrible experiencia, pero con ganas de volver al campo de rugby de Gloucester en lo que él esperaba que fuera el "final del negocio de la temporada" (abril); sin embargo, esto parecía muy poco probable teniendo en cuenta su terrible experiencia. En enero de 2008, Tindall anunció un nuevo contrato de tres años firmado para permanecer en Gloucester Rugby hasta el final de la temporada 2011. En abril de 2012, Gloucester anunció que Tindall sería uno de los 11 jugadores que no jugaría para el club la siguiente temporada. Sin embargo, en junio de 2012, aceptó un contrato de un año como jugador y como entrenador de backs en el Gloucester Rugby.

### Copa del Mundo de Rugby
El 11 de noviembre de 2011, Tindall fue multado con £ 25.000 en la Unión de Rugby y se le movió de su posición de jugador de élite, durante la Copa del Mundo de Rugby 2011 . Martin Johnson, entrenador de Inglaterra, había apoyado inicialmente Tindall, pero más tarde quedó claro que la gestión, incluyendo Johnson, había sido engañado. Después de una investigación formal, la RFU, dijo que las acciones de Tindall eran inaceptables y no se tolerarían. Tindall dijo que tenía la intención de apelar contra la decisión. 
El 28 de noviembre de 2011, el recurso de casación fue en parte estimado. La suspensión de Tindall por parte de la selección inglesa fue dejado de lado y la multa se redujo a £ 15.000. Una de las razones dadas para el éxito de su apelación parcial era que no había engañado intencionalmente Johnson, ya que no recordaba los hechos pertinentes.

### Participaciones en Copas del Mundo
Disputó la Copa del Mundo de Australia 2003 donde el XV de la Rosa se consagró campeón del Mundo. Jugó su último Mundial en Nueva Zelanda 2011 donde Inglaterra fue eliminada en cuartos de final ante Francia.
| Mundial                       | Sede          | Resultado        | PJ | Tries |
| ----------------------------- | ------------- | ---------------- | -- | ----- |
| Copa Mundial de Rugby de 2003 | Australia     | Campeón          | 6  | 1     |
| Copa Mundial de Rugby de 2011 | Nueva Zelanda | Cuartos de final | 3  | 0     |

## Distinciones honoríficas
Nacionales
- Miembro de la Excelentísima Orden del Imperio Británico (MBE, 31/12/2003).[8]
- Medalla del Jubileo de Oro de Isabel II (06/02/2012).[9]
- Medalla del Jubileo de Platino de Isabel II (06/02/2022).[9]
- Medalla Conmemorativa de la Coronación de Carlos III (06/05/2023).